# Solenopsis axillaris
Solenopsis axillaris é uma espécie de formiga do gênero Solenopsis, pertencente à subfamília Myrmicinae.